# Womelsdorf, Pennsylvania
Womelsdorf, Pennsylvania (енгл. Womelsdorf) град је у америчкој савезној држави Пенсилванија.

## Демографија
По попису из 2010. године број становника је 2.810, што је 211 (8,1%) становника више него 2000. године.
| Група             | 2000.         | 2010.         |
| Белци             | 2.480 (95,4%) | 2.529 (90,0%) |
| Афроамериканци    | 17 (0,7%)     | 79 (2,8%)     |
| Азијати           | 37 (1,4%)     | 55 (2,0%)     |
| Хиспаноамериканци | 57 (2,2%)     | 118 (4,2%)    |
| Укупно            | 2.599         | 2.810         |